# Carlos Saco
Carlos Alberto Saco (Callao, 25 de febrero de 1894-Lima, 18 de febrero de 1935) fue un reconocido músico y compositor criollo peruano.

## Biografía
Carlos A. Saco nació el 25 de febrero de 1894, en la calle Paz Soldán del Callao. De joven, Saco trabajó como mandadero en la botica «La Misión» situada en la calle José Gálvez, y al fallecer el propietario de esta farmacia decide residir en Lima y alquilar un cuartito en la calle las Cómodas (jirón Chiclayo) del antiguo distrito de Rímac. Busca trabajo y entra a laborar en la cervecería Backus y Johnston (hoy Corporación Backus).
Saco era pelotero, gran aficionado al fútbol y también un consumado billarista. Logra trabar amistad con un guitarrista español que se le conocía como el «tuerto Chalao», quien había abandonado la empresa artística española que lo trajo al Perú, la compañía «Conchita Carracedo» por asuntos sentimentales de un amor no correspondido. El español le propone a Saco permutar sus habilidades, quedando establecido y concertado que a cambio de que le enseñe a jugar billar, él le enseñaría a tocar la guitarra. En poco tiempo logra conocer los secretos de la guitarra que le impartió su eximio maestro, su dedicación a tiempo le valió convertirse en un excelente alumno y en futuro buen guitarrista. Luego de dominar el arte de tocar la guitarra, Saco decide regresar al Callao querido para demostrar a sus amigos de las calles Marco Polo; Loreto y América sus nuevas habilidades. En la calle limeña del Tigre del jirón Junín, existía una Academia de baile y música, y que Saco también decide ser pianista y es así que practicando cada vez más y con el transcurrir del tiempo que logra dominar el piano.
Luego Saco es contratado por un vecino del barrio de Monserrate, el señor Roberto Cox, quien había llegado de Francia y lo anima a que sea profesor de su Academia de baile que quedaba en la calle Comesebo; de esta forma logra ganarse algunos recursos económicos y empieza a ser conocido también como pianista, y pasa a demostrar su arte a todos los bohemios limeños de antaño.
Saco comienza a ponerles música a los temas de otros compositores, como «Rosa Elvira» (de la autoría del rey de las polcas, Pedro Espinel Torres); a «Las Cautivas»; a «El Elegante», entre otros. Creó su tema «Cuando el indio llora» en tiempo de fox. Es autor de las composiciones: «Cecilia», «Suspiros», «El quita-sueños» y «El Zorzal».
En 1925, llamado para inaugurar la primera estación radial del Estado, «Radio Nacional», por esa época pesaba un poco más de 110 kg y se le hacía dificultoso el andar.
Cuando regresando de una fiesta realizada en la hacienda «La Molina», empezó a convulsionar, a padecer de fiebres altas y a sentirse mal, Fallece el 18 de febrero de 1935 a la edad de 40 años, víctima de una severa neumonía aguda. Su cuerpo fue enterrado en el Cementerio Presbítero Matías Maestro.